# Белгија на Светском првенству у атлетици у дворани 2014.
Белгија је учествовала на Светском првенству у атлетици у дворани 2014. одржаном у Сопоту од 7. до 9. марта петнаести пут, односно на свим првенствима до данас. Репрезентацију Белгије представљало је четири такмичара (1 мушкарац и 3 жена), који су се такмичили у три дисциплине.,
На овом првенству Белгија је по броју освојених медаља делила 26. место са освојеном једном медаљом (бронзана). Поред тога оборен један национални, три лична и три лична рекорда сезоне. У табели успешности према броју и пласману такмичара који су учествовали у финалним такмичењима (првих 8 такмичара) Белгија је са 2 учесника у финалу делила 26. место са 7 бодова.
| Плас. | Земља   | 1. место | 2. место | 3. место | 4. место | 5. место | 6. место | 7. место | 8. место | Бр. финал. | Бод. |
| ----- | ------- | -------- | -------- | -------- | -------- | -------- | -------- | -------- | -------- | ---------- | ---- |
| =26.  | Белгија | 0        | 0        | 1        | 0        | 0        | 0        | 0        | 1        | 2          | 7    |

## Учесници
| Мушкарци: - Томас ван дер Плецен — Седмобој | Жене: - Елине Берингс — 60 м препоне - Сара Ертс — 60 м препоне - Нафисату Тијам — Скок увис |  |

## Освајачи медаља (1)

### Бронза (1)
- Томас ван дер Плецен — Седмобој

## Резултати

### Мушкарци
Седмобој
| Дисциплина   | Томас ван дер Плецен | Томас ван дер Плецен | Томас ван дер Плецен | Томас ван дер Плецен | Томас ван дер Плецен | Томас ван дер Плецен |
| Дисциплина   | Лич. рек.            | Резултат             | Бод.                 | Плас.                | Укупно               | Плас.                |
| ------------ | -------------------- | -------------------- | -------------------- | -------------------- | -------------------- | -------------------- |
| 60 м         | 7,19                 | 7,13 ЛР              | 837                  | 7                    |                      |                      |
| Скок удаљ    | 7,78                 | 7,67                 | 977                  | 2                    | 1.814                | 4                    |
| Бацање кугле | 14,14                | 14,32 ЛР             | 748                  | 6                    | 2.562                | 5                    |
| Скок увис    | 2.13                 | 2,12 ЛРС             | 915                  | 2                    | 3.477                | 4                    |
| 60 м препоне | 8,06                 | 8,16                 | 942                  | 7                    | 4.419                | 5                    |
| Скок мотком  | 5,34                 | 5,20                 | 972                  | 2                    | 5.391                | 3                    |
| 1.000 м      | 2:42,80              | 2:40,50 ЛР           | 868                  | 6                    |                      |                      |
| Седмобој     | 6.188 НР             |                      |                      |                      | 6.259 НР             |                      |

### Жене
| Атлетичарка    | Дисциплина   | Лични рекорд | Квалификације | Квалификације | Полуфинале | Полуфинале | Финале                | Финале       | Детаљи |
| Атлетичарка    | Дисциплина   | Лични рекорд | Резултат      | Место         | Резултат   | Место      | Резултат              | Место        | Детаљи |
| -------------- | ------------ | ------------ | ------------- | ------------- | ---------- | ---------- | --------------------- | ------------ | ------ |
| Елине Берингс  | 60 м препоне | 7,92 НР      | 7,95 КВ, ЛРС  | 2. у гр. 1    | 8,07       | 6. у гр. 2 | Нису се квалификовале | 12 / 29 (30) |        |
| Сара Ертс      | 60 м препоне | 8,01         | 8,05 кв, ЛРС  | 4. у гр. 3    | 8,10       | 8. у гр. 1 | Нису се квалификовале | 14 / 29 (30) |        |
| Нафисату Тијам | Скок увис    | 1,94         | 1,92 кв       | 8             |            |            | 1,90                  | 8 / 17       |        |